# Držovice (Úštěk)
Držovice (německy Tirschewitz) jsou malá vesnice, část města Úštěku v okrese Litoměřice. Nachází se asi 2,5 kilometru severozápadně od Úštěku. V roce 2011 zde trvale žilo dvacet obyvatel. Držovice jsou také název katastrálního území o rozloze 3,32 km².

## Historie
První písemná zmínka o Držovicích pochází z roku 1552, kdy vesnice patřila k panství hradu Helfenburk. Od roku 1622 byla součástí jezuitského statku Liběšice, odkud byla spravována až do zrušení patrimoniální správy. Po třicetileté válce ve vsi podle berní ruly z roku 1654 stálo dvanáct obydlených usedlostí, z nichž bylo deset selských.
Jádrem vesnice je křižovatka dvou vzájemně kolmých cest, kolem které se soustředí větší usedlosti. I přestože řada z nich ve druhé polovině dvacátého století zanikla, uchovala si vesnice vzhled typický pro venkovská sídla Úštěcka.

## Obyvatelstvo
Při sčítání lidu v roce 1921 zde žilo 145 obyvatel (z toho 73 mužů), z nichž byl jeden Čechoslovák a 144 Němců. Až na tři evangelíky se hlásili k římskokatolické církvi. Podle sčítání lidu z roku 1930 měla vesnice 128 obyvatel: tři Čechoslováky a 125 Němců. Kromě dvou evangelíků a jednoho člena církve československé byli římskými katolíky.
V roce 1921 k obci patřil také Nový Týnec, ve kterém žilo 51 obyvatel (z toho 23 mužů) německé národnosti, kteří byli, kromě jednoho evangelíka, členy římskokatolické církve. Podle sčítání lidu z roku 1930 měla osada 57 obyvatel: jednoho Čechoslováka a 56 Němců. Až na jednoho evangelíka a jednoho člověka bez vyznání se hlásili k římskokatolické církvi.
| | 1869 | 1880 | 1890 | 1900 | 1910 | 1921 | 1930 | 1950 | 1961 | 1970 | 1980 | 1991 | 2001 | 2011 |
| --- | ---- | ---- | ---- | ---- | ---- | ---- | ---- | ---- | ---- | ---- | ---- | ---- | ---- | ---- |
| Obyvatelé | 209  | 231  | 188  | 204  | 188  | 196  | 185  | 68   | 76   | 54   | 44   | 31   | 29   | 20   |
| Domy | 36   | 36   | 37   | 37   | 38   | 36   | 38   | 20   | 53   | 10   | 7    | 8    | 10   | 15   |
| Tabulka zahrnuje údaje osady Nový Týnec a počet domů z roku 1961 zahrnuje domy místních částí Brusov a Starý Týn. |      |      |      |      |      |      |      |      |      |      |      |      |      |      |

## Pamětihodnosti
K nejcennějším dochovaným domům ve vsi patří usedlost čp. 22. Obytný dům má zděné přízemí a roubené patro s polozapuštěnou pavlačí. Sousední sýpka má přízemí postavené z pískovcových kvádrů a roubené patro. Podobná sýpka stojí podél silnice také u usedlosti čp. 23, jejíž obytný dům pochází z dvacátých let dvacátého století a má romanticky upravené průčelí s hrázděným štítem. Roubené patro má také dům čp. 14. Z roku 1827 pochází klasicistní hospodářská budova čp. 17. V eklektickém slohu byl postaven dům čp. 10.